# Copa Perú 2013
La Copa Perú 2013 fue la edición número 41 de la competición futbolística peruana a nivel nacional. Se disputó desde el mes de febrero en sus primeras etapas, en cada departamento del Perú. El torneo otorgó al cuadro campeón, San Simón un cupo para la Primera División de la temporada 2014. Mientras que el equipo subcampeón, Unión Huaral clasificó a la Segunda División 2014.

## Etapa Regional
Se inició el sábado 21 de setiembre luego de la finalización de la tercera etapa de la Copa Perú llamada "Etapa Departamental" que clasificó a dos equipos por cada Departamento del Perú. A estos equipos se unieron Unión Deportivo Paita, Minsa FBC y Franciscano San Román por resolución de la CJ-FPF. Hijos de Acosvinchos, descendido de la Segunda División 2012, iba a participar desde esta etapa pero no fue incluido por una deuda a la Agremiación de Futbolistas. Cobresol FBC, descendido del Campeonato Descentralizado 2012, no fue inscrito en el torneo al igual que Coronel Bolognesi FC, descendido de la Segunda División 2012. Antes del inicio de esta etapa Real Sudamericano, subcampeón de Madre de Dios, desistió de participar del torneo.

### Región I
| Departamento | Club                       | Ciudad       | Condición                |
| ------------ | -------------------------- | ------------ | ------------------------ |
| Amazonas     | Bagua Grande FC            | Bagua Grande | Campeón Departamental    |
| Amazonas     | Deportivo Municipal        | Mendoza      | Subcampeón Departamental |
| Lambayeque   | Universidad Señor de Sipán | Chiclayo     | Campeón Departamental    |
| Lambayeque   | Willy Serrato              | Pimentel     | Subcampeón Departamental |
| Piura        | Defensor La Bocana         | Sechura      | Campeón Departamental    |
| Piura        | Atlético Grau              | Piura        | Subcampeón Departamental |
| Piura        | Unión Deportivo Paita      | Paita        | Repuesto por CJ-FPF      |
| Tumbes       | Unión Deportiva Chulucanas | Aguas Verdes | Campeón Departamental    |
| Tumbes       | Sport San Martín           | Tumbes       | Subcampeón Departamental |

#### Grupo 1
| Equipo                     | PJ | PG | PE | PP | GF | GC | DG | Pts |
| -------------------------- | -- | -- | -- | -- | -- | -- | -- | --- |
| Unión Deportiva Chulucanas | 4  | 2  | 2  | 0  | 6  | 3  | +3 | 8   |
| Unión Deportivo Paita      | 4  | 1  | 1  | 2  | 4  | 4  | 0  | 4   |
| Bagua Grande FC            | 4  | 1  | 1  | 2  | 3  | 6  | -3 | 4   |

#### Resultados
| Fecha      | Hora  | Equipo Local               | Resultado | Equipo Visita              |  |
| ---------- | ----- | -------------------------- | --------- | -------------------------- |  |
| 22-09-2013 | 15:30 | Unión Deportiva Chulucanas | 2 - 1     | Bagua Grande FC            |  |
| 29-09-2013 | 15:30 | Bagua Grande FC            | 1 - 0     | Unión Deportivo Paita      |  |
| 02-10-2013 | 15:30 | Unión Deportivo Paita      | 1 - 1     | Unión Deportiva Chulucanas |  |
| 06-10-2013 | 15:30 | Bagua Grande FC            | 1 - 1     | Unión Deportiva Chulucanas |  |
| 09-10-2013 | 15:00 | Unión Deportivo Paita      | 3 - 0     | Bagua Grande FC            |  |
| 13-10-2013 | 15:00 | Unión Deportiva Chulucanas | 2 - 0     | Unión Deportivo Paita      |  |

#### Grupo 2
| Equipo                     | PJ | PG | PE | PP | GF | GC | DG | Pts |
| -------------------------- | -- | -- | -- | -- | -- | -- | -- | --- |
| Defensor La Bocana         | 4  | 2  | 0  | 2  | 8  | 5  | +3 | 6   |
| Sport San Martín           | 4  | 2  | 0  | 2  | 7  | 8  | -1 | 6   |
| Universidad Señor de Sipán | 4  | 2  | 0  | 2  | 7  | 9  | -2 | 6   |

#### Resultados
| Fecha      | Hora  | Equipo Local               | Resultado | Equipo Visita              |  |
| ---------- | ----- | -------------------------- | --------- | -------------------------- |  |
| 22-09-2013 | 15:30 | Defensor La Bocana         | 4 - 1     | Sport San Martín           |  |
| 29-09-2013 | 15:30 | Universidad Señor de Sipán | 2 - 1     | Defensor La Bocana         |  |
| 02-10-2013 | 15:30 | Sport San Martín           | 3 - 1     | Universidad Señor de Sipán |  |
| 06-10-2013 | 15:30 | Sport San Martín           | 1 - 0     | Defensor La Bocana         |  |
| 09-10-2013 | 15:00 | Defensor La Bocana         | 3 - 1     | Universidad Señor de Sipán |  |
| 13-10-2013 | 15:00 | Universidad Señor de Sipán | 3 - 2     | Sport San Martín           |  |

Partidos extra
| Fecha      | Hora  |                    | Resultado |                            |
| ---------- | ----- | ------------------ | --------- | -------------------------- |
| 16-10-2013 | 15:00 | Defensor La Bocana | 2 - 1     | Universidad Señor de Sipán |
| 18-10-2012 | 15:00 | Sport San Martín   | 1 - 2     | Defensor La Bocana         |

#### Grupo 3
| Equipo               | PJ | PG | PE | PP | GF | GC | DG  | Pts |
| -------------------- | -- | -- | -- | -- | -- | -- | --- | --- |
| Willy Serrato        | 4  | 4  | 0  | 0  | 11 | 0  | +11 | 12  |
| Atlético Grau        | 4  | 2  | 0  | 2  | 5  | 4  | +1  | 6   |
| Municipal de Mendoza | 4  | 0  | 0  | 4  | 1  | 13 | -12 | 0   |

- Municipal de Mendoza deja de participar tras su segundo partido. Se le declara perdedor en los siguientes por el marcador de 0-3.

#### Resultados
| Fecha      | Hora  | Equipo Local         | Resultado | Equipo Visita        |  |
| ---------- | ----- | -------------------- | --------- | -------------------- |  |
| 21-09-2013 | 15:00 | Willy Serrato        | 5 - 0     | Municipal de Mendoza |  |
| 29-09-2013 | 15:30 | Municipal de Mendoza | 1 - 2     | Atlético Grau        |  |
| 02-10-2013 | 15:30 | Atlético Grau        | 0 - 1     | Willy Serrato        |  |
| 06-10-2013 | -:-   | Municipal de Mendoza | 0 - 3     | Willy Serrato        |  |
| 09-10-2013 | -:-   | Atlético Grau        | 3 - 0     | Municipal de Mendoza |  |
| 13-10-2013 | 15:00 | Willy Serrato        | 2 - 0     | Atlético Grau        |  |

#### Semifinal
| Equipo local ida | Resultado global | Equipo local vuelta        | Ida   | Vuelta |
| ---------------- | ---------------- | -------------------------- | ----- | ------ |
| Atlético Grau    | 2 - 4            | Unión Deportiva Chulucanas | 1 - 1 | 1 - 3  |
| Willy Serrato    | 5 - 3            | Defensor La Bocana         | 3 - 0 | 2 - 3  |

#### Final Regional
- No se disputó

### Región II
| Departamento | Club                  | Ciudad     | Condición                |
| ------------ | --------------------- | ---------- | ------------------------ |
| Áncash       | Universidad San Pedro | Chimbote   | Campeón departamental    |
| Áncash       | El Obrero             | Ticapampa  | Subcampeón Departamental |
| Cajamarca    | Santa Ana             | Cajabamba  | Campeón Departamental    |
| Cajamarca    | Comerciantes Unidos   | Cutervo    | Subcampeón Departamental |
| La Libertad  | Deportivo Municipal   | Huamachuco | Campeón Departamental    |
| La Libertad  | Carlos A. Mannucci    | Trujillo   | Subcampeón Departamental |
| San Martín   | Deportivo Cali        | Tarapoto   | Campeón Departamental    |
| San Martín   | Unión César Vallejo   | Tarapoto   | Subcampeón Departamental |

#### Grupo A
| Equipo                  | PJ | PG | PE | PP | GF | GC | DG | Pts |
| ----------------------- | -- | -- | -- | -- | -- | -- | -- | --- |
| Comerciantes Unidos     | 6  | 4  | 0  | 2  | 10 | 5  | +5 | 12  |
| Deportivo Cali          | 6  | 3  | 1  | 2  | 11 | 7  | +4 | 10  |
| Municipal de Huamachuco | 6  | 3  | 0  | 3  | 9  | 9  | 0  | 9   |
| ADC El Obrero           | 6  | 1  | 1  | 4  | 4  | 13 | -9 | 4   |

#### Resultados
| Fecha      | Hora  | Equipo Local            | Resultado | Equipo Visita           |  |
| ---------- | ----- | ----------------------- | --------- | ----------------------- |  |
| 22-09-2013 | 15:30 | Municipal de Huamachuco | 1 - 0     | Comerciantes Unidos     |  |
| 22-09-2013 | 15:30 | Deportivo Cali          | 4 - 0     | ADC El Obrero           |  |
| 29-09-2013 | 13:00 | ADC El Obrero           | 0 - 2     | Comerciantes Unidos     |  |
| 29-09-2013 | 15:30 | Deportivo Cali          | 3 - 0     | Municipal de Huamachuco |  |
| 06-10-2013 | 15:30 | Municipal de Huamachuco | 1 - 2     | ADC El Obrero           |  |
| 06-10-2013 | 15:30 | Comerciantes Unidos     | 3 - 0     | Deportivo Cali          |  |
| 13-10-2013 | 12:00 | ADC El Obrero           | 0 - 0     | Deportivo Cali          |  |
| 13-10-2013 | 15:30 | Comerciantes Unidos     | 2 - 0     | Municipal de Huamachuco |  |
| 20-10-2013 | 15:00 | Municipal de Huamachuco | 4 - 0     | Deportivo Cali          |  |
| 20-10-2013 | 15:00 | Comerciantes Unidos     | 3 - 0     | ADC El Obrero           |  |
| 27-10-2013 | 15:30 | ADC El Obrero           | 2 - 3     | Municipal de Huamachuco |  |
| 27-10-2013 | 15:30 | Deportivo Cali          | 4 - 0     | Comerciantes Unidos     |  |

#### Grupo B
| Equipo                | PJ | PG | PE | PP | GF | GC | DG  | Pts |
| --------------------- | -- | -- | -- | -- | -- | -- | --- | --- |
| Carlos A. Mannucci    | 6  | 3  | 1  | 2  | 17 | 7  | +10 | 10  |
| Universidad San Pedro | 6  | 3  | 0  | 3  | 5  | 12 | -7  | 9   |
| Unión Cesar Vallejo   | 6  | 2  | 2  | 2  | 14 | 13 | +1  | 8   |
| Santa Ana             | 6  | 2  | 1  | 3  | 7  | 11 | -4  | 7   |

#### Resultados
| Fecha      | Hora  | Equipo Local          | Resultado | Equipo Visita         |  |
| ---------- | ----- | --------------------- | --------- | --------------------- |  |
| 22-09-2013 | 15:30 | Santa Ana             | 2 - 1     | Carlos A. Mannucci    |  |
| 22-09-2013 | 15:30 | Universidad San Pedro | 1 - 0     | Unión Cesar Vallejo   |  |
| 29-09-2013 | 15:30 | Carlos A. Mannucci    | 4 - 0     | Unión Cesar Vallejo   |  |
| 29-09-2013 | 15:30 | Santa Ana             | 1 - 0     | Universidad San Pedro |  |
| 06-10-2013 | 14:00 | Unión Cesar Vallejo   | 2 - 1     | Santa Ana             |  |
| 06-10-2013 | 15:30 | Universidad San Pedro | 2 - 1     | Carlos A. Mannucci    |  |
| 13-10-2013 | 14:00 | Unión Cesar Vallejo   | 6 - 1     | Universidad San Pedro |  |
| 13-10-2013 | 15:30 | Carlos A. Mannucci    | 4 - 0     | Santa Ana             |  |
| 19-10-2013 | 15:00 | Universidad San Pedro | 1 - 0     | Santa Ana             |  |
| 20-10-2013 | 15:00 | Unión Cesar Vallejo   | 3 - 3     | Carlos A. Mannucci    |  |
| 27-10-2013 | 15:30 | Carlos A. Mannucci    | 4 - 0     | Universidad San Pedro |  |
| 27-10-2013 | 15:30 | Santa Ana             | 3 - 3     | Unión Cesar Vallejo   |  |

#### Final Regional
- No se disputó

### Región III
| Departamento | Club             | Ciudad   | Condición                |
| ------------ | ---------------- | -------- | ------------------------ |
| Loreto       | Bolívar          | Iquitos  | Campeón Departamental    |
| Loreto       | CNI FC           | Iquitos  | Subcampeón Departamental |
| Ucayali      | Sport Loreto     | Pucallpa | Campeón Departamental    |
| Ucayali      | Deportivo Bancos | Pucallpa | Subcampeón Departamental |

| Equipo           | PJ | PG | PE | PP | GF | GC | DG | Pts |
| ---------------- | -- | -- | -- | -- | -- | -- | -- | --- |
| Sport Loreto     | 6  | 3  | 1  | 2  | 9  | 8  | +1 | 10  |
| CNI FC           | 6  | 3  | 1  | 2  | 8  | 7  | +1 | 10  |
| Bolívar          | 6  | 2  | 2  | 2  | 5  | 5  | 0  | 8   |
| Deportivo Bancos | 6  | 0  | 4  | 2  | 8  | 10 | -2 | 4   |

#### Resultados
| Fecha      | Hora  | Equipo Local     | Resultado | Equipo Visita    |  |
| ---------- | ----- | ---------------- | --------- | ---------------- |  |
| 22-09-2013 | 15:00 | Deportivo Bancos | 1 - 1     | Sport Loreto     |  |
| 25-09-2013 | 20:00 | CNI FC           | 1 - 0     | Bolívar          |  |
| 28-09-2013 | 20:00 | CNI FC           | 2 - 1     | Sport Loreto     |  |
| 02-10-2013 | 20:00 | Bolívar          | 2 - 1     | Sport Loreto     |  |
| 05-10-2013 | 20:00 | Bolívar          | 1 - 1     | Deportivo Bancos |  |
| 09-10-2013 | 20:00 | CNI FC           | 2 - 2     | Deportivo Bancos |  |
| 12-10-2013 | 20:00 | Bolívar          | 1 - 0     | CNI FC           |  |
| 12-10-2013 | 20:00 | Sport Loreto     | 3 - 2     | Deportivo Bancos |  |
| 16-10-2013 | 20:00 | Sport Loreto     | 2 - 1     | CNI FC           |  |
| 20-10-2013 | 15:00 | Deportivo Bancos | 1 - 2     | CNI FC           |  |
| 23-10-2013 | 15:00 | Deportivo Bancos | 1 - 1     | Bolívar          |  |
| 27-10-2013 | 15:00 | Sport Loreto     | 1 - 0     | Bolívar          |  |

Partido extra por el título regional
| Fecha    | Hora  |              | Resultado |        |
| -------- | ----- | ------------ | --------- | ------ |
| 30-10-13 | 20:00 | Sport Loreto | 2 - 1     | CNI FC |

### Región IV
| Departamento | Club              | Ciudad     | Condición                |
| ------------ | ----------------- | ---------- | ------------------------ |
| Callao       | Juventud La Perla | La Perla   | Campeón Departamental    |
| Callao       | Márquez FC        | Ventanilla | Subcampeón Departamental |
| Lima         | Aipsa FBC         | Paramonga  | Campeón Departamental    |
| Lima         | Unión Huaral      | Huaral     | Subcampeón Departamental |

#### Semifinal
| Equipo local ida | Resultado global | Equipo local vuelta | Ida   | Vuelta |
| ---------------- | ---------------- | ------------------- | ----- | ------ |
| Márquez FC       | 1 - 10           | Aipsa FBC           | 1 - 3 | 0 - 7  |
| Unión Huaral     | 9 - 2            | Juventud La Perla   | 3 - 0 | 6 - 2  |

#### Final regional
| Fecha      | Hora  |           | Resultado |              |
| ---------- | ----- | --------- | --------- | ------------ |
| 27-10-2013 | 15:00 | Aipsa FBC | 1 - 3     | Unión Huaral |

### Región V
| Departamento | Club                  | Ciudad      | Condición                |
| ------------ | --------------------- | ----------- | ------------------------ |
| Huánuco      | Unión Cayumba         | Tingo María | Campeón Departamental    |
| Huánuco      | Real Panaococha       | Umari       | Subcampeón Departamental |
| Junín        | Alipio Ponce          | Mazamari    | Campeón Departamental    |
| Junín        | Sport Águila          | Huancán     | Subcampeón Departamental |
| Pasco        | Real Santiago Allauca | Tapuc       | Campeón Departamental    |
| Pasco        | ECOSEM                | Tinyahuarco | Subcampeón Departamental |

#### Grupo A
| Equipo                | PJ | PG | PE | PP | GF | GC | DG | Pts |
| --------------------- | -- | -- | -- | -- | -- | -- | -- | --- |
| Alipio Ponce          | 4  | 3  | 0  | 1  | 10 | 4  | +6 | 9   |
| Real Panaococha       | 4  | 2  | 1  | 1  | 3  | 4  | -1 | 7   |
| Real Santiago Allauca | 4  | 0  | 1  | 3  | 2  | 7  | -5 | 1   |

#### Resultados
| Fecha      | Hora  | Equipo Local          | Resultado | Equipo Visita         |  |
| ---------- | ----- | --------------------- | --------- | --------------------- |  |
| 22-09-2013 | 15:00 | Alipio Ponce          | 4 - 1     | Real Santiago Allauca |  |
| 29-09-2013 | 15:30 | Real Panaococha       | 1 - 0     | Alipio Ponce          |  |
| 06-10-2013 | 15:00 | Real Santiago Allauca | 0 - 0     | Real Panaococha       |  |
| 08-10-2013 | 15:00 | Real Santiago Allauca | 1 - 2     | Alipio Ponce          |  |
| 13-10-2013 | 15:00 | Alipio Ponce          | 4 - 1     | Real Panaococha       |  |
| 20-10-2013 | 15:00 | Real Panaococha       | 1 - 0     | Real Santiago Allauca |  |

#### Grupo B
| Equipo        | PJ | PG | PE | PP | GF | GC | DG | Pts |
| ------------- | -- | -- | -- | -- | -- | -- | -- | --- |
| Sport Águila  | 4  | 2  | 2  | 0  | 6  | 4  | +2 | 8   |
| ECOSEM        | 4  | 1  | 3  | 0  | 6  | 3  | +3 | 6   |
| Unión Cayumba | 4  | 0  | 1  | 3  | 3  | 8  | -5 | 1   |

#### Resultados
| Fecha      | Hora  | Equipo Local  | Resultado | Equipo Visita |  |
| ---------- | ----- | ------------- | --------- | ------------- |  |
| 22-09-2013 | 15:00 | Unión Cayumba | 2 - 3     | Sport Águila  |  |
| 29-09-2013 | 15:30 | ECOSEM        | 3 - 0     | Unión Cayumba |  |
| 05-10-2013 | 15:00 | Sport Águila  | 1 - 1     | ECOSEM        |  |
| 08-10-2013 | 15:00 | Sport Águila  | 1 - 0     | Unión Cayumba |  |
| 13-10-2013 | 15:00 | Unión Cayumba | 1 - 1     | ECOSEM        |  |
| 20-10-2013 | 15:00 | ECOSEM        | 1 - 1     | Sport Águila  |  |

- Sport Águila fue descalificado del torneo por la Comisión de Justicia de la FPF.[3]

#### Final Regional
- No se disputó

### Región VI
| Departamento | Club                  | Ciudad       | Condición                |
| ------------ | --------------------- | ------------ | ------------------------ |
| Ayacucho     | Deportivo Municipal   | Huanta       | Campeón Departamental    |
| Ayacucho     | IST Federico Gonzáles | Huancasancos | Subcampeón Departamental |
| Huancavelica | Deportivo Municipal   | Paucará      | Campeón Departamental    |
| Huancavelica | Racing                | Huancavelica | Subcampeón Departamental |
| Ica          | Defensor Zarumilla    | Nasca        | Campeón Departamental    |
| Ica          | San Ignacio           | Humay        | Subcampeón Departamental |

#### Grupo 1
| Equipo                | PJ | PG | PE | PP | GF | GC | DG | Pts |
| --------------------- | -- | -- | -- | -- | -- | -- | -- | --- |
| San Ignacio           | 4  | 2  | 1  | 1  | 9  | 6  | +3 | 7   |
| Racing                | 4  | 2  | 0  | 2  | 5  | 6  | -1 | 6   |
| IST Federico Gonzáles | 4  | 1  | 1  | 2  | 9  | 11 | -2 | 4   |

#### Resultados
| Fecha      | Hora  | Equipo Local          | Resultado | Equipo Visita         |  |
| ---------- | ----- | --------------------- | --------- | --------------------- |  |
| 22-09-2013 | 15:20 | Racing                | 1 - 2     | IST Federico Gonzáles |  |
| 29-09-2013 | 15:20 | Racing                | 1 - 0     | San Ignacio           |  |
| 06-10-2013 | 15:20 | San Ignacio           | 4 - 2     | IST Federico Gonzáles |  |
| 08-10-2013 | 15:20 | IST Federico Gonzáles | 2 - 3     | Racing                |  |
| 13-10-2013 | 15:20 | San Ignacio           | 2 - 0     | Racing                |  |
| 20-10-2013 | 15:20 | IST Federico Gonzáles | 3 - 3     | San Ignacio           |  |

#### Grupo 2
| Equipo                  | PJ | PG | PE | PP | GF | GC | DG | Pts |
| ----------------------- | -- | -- | -- | -- | -- | -- | -- | --- |
| Municipal de Santillana | 3  | 3  | 0  | 0  | 6  | 3  | +3 | 9   |
| Defensor Zarumilla      | 3  | 1  | 1  | 1  | 3  | 3  | 0  | 4   |
| Municipal de Paucará    | 4  | 0  | 1  | 3  | 5  | 8  | -3 | 1   |

#### Resultados
| Fecha      | Hora  | Equipo Local            | Resultado | Equipo Visita           |  |
| ---------- | ----- | ----------------------- | --------- | ----------------------- |  |
| 22-09-2013 | 15:20 | Municipal de Santillana | 1 - 0     | Municipal de Paucará    |  |
| 29-09-2013 | 15:20 | Defensor Zarumilla      | 1 - 0     | Municipal de Paucará    |  |
| 06-10-2013 | 15:20 | Municipal de Santillana | 1 - 0     | Defensor Zarumilla      |  |
| 08-10-2013 | 15:20 | Municipal de Paucará    | 3 - 4     | Municipal de Santillana |  |
| 13-10-2013 | 15:20 | Municipal de Paucará    | 2 - 2     | Defensor Zarumilla      |  |
| 20-10-2013 | 15:20 | Defensor Zarumilla      | -         | Municipal de Santillana |  |

#### Final Regional
| Equipo local ida | Resultado global | Equipo local vuelta     | Ida   | Vuelta |
| ---------------- | ---------------- | ----------------------- | ----- | ------ |
| San Ignacio      | 2 - 1            | Municipal de Santillana | 0 - 0 | 2 - 1  |

### Región VII
| Departamento | Club                      | Ciudad   | Condición                |
| ------------ | ------------------------- | -------- | ------------------------ |
| Arequipa     | Saetas de Oro             | La Joya  | Campeón Depertamental    |
| Arequipa     | Internacional             | Arequipa | Subcampeón Departamental |
| Moquegua     | Estudiantes Alas Peruanas | Moquegua | Campeón Departamental    |
| Moquegua     | San Simón                 | Moquegua | Subcampeón Departamental |
| Tacna        | Coronel Bolognesi         | Tacna    | Campeón Departamental    |
| Tacna        | 4 de Diciembre            | Cairani  | Subcampeón Departamental |

#### Grupo A
| Equipo             | PJ | PG | PE | PP | GF | GC | DG | Pts |
| ------------------ | -- | -- | -- | -- | -- | -- | -- | --- |
| Est. Alas Peruanas | 4  | 3  | 1  | 0  | 9  | 5  | +4 | 10  |
| Internacional      | 4  | 1  | 1  | 2  | 6  | 8  | -2 | 4   |
| 4 de Diciembre     | 4  | 0  | 2  | 2  | 6  | 8  | -2 | 2   |

#### Resultados
| \| Jor. \| Fecha \| Estadio \| Ciudad \| Local \| Score \| Visitante \| \| ---- \| ---------- \| -------------------- \| -------- \| ------------------ \| ----- \| ------------------ \| \| 1º \| 29-09-2013 \| Municipal de Cairani \| Cairani \| 4 de Diciembre \| 2–2 \| Est. Alas Peruanas \| \| 1º \| 02-10-2013 \| Mariano Melgar \| Arequipa \| Internacional \| 1-0 \| 4 de Diciembre \| \| 2º \| 05-10-2013 \| 25 de Noviembre \| Moquegua \| Est. Alas Peruanas \| 3-1 \| Internacional \| \| 2º \| 08-10-2013 \| 25 de Noviembre \| Moquegua \| Est. Alas Peruanas \| 2-1 \| 4 de Diciembre \| \| 3º \| 12-10-2013 \| Jorge Basadre \| Tacna \| 4 de Diciembre \| 3-3 \| Internacional \| \| 3º \| 16-10-2013 \| Mariano Melgar \| Arequipa \| Internacional \| 1-2 \| Est. Alas Peruanas \| |            |                      |          |                    |       |                    |
| Jor. | Fecha      | Estadio              | Ciudad   | Local              | Score | Visitante          |
| 1º | 29-09-2013 | Municipal de Cairani | Cairani  | 4 de Diciembre     | 2–2   | Est. Alas Peruanas |
| 1º | 02-10-2013 | Mariano Melgar       | Arequipa | Internacional      | 1-0   | 4 de Diciembre     |
| 2º | 05-10-2013 | 25 de Noviembre      | Moquegua | Est. Alas Peruanas | 3-1   | Internacional      |
| 2º | 08-10-2013 | 25 de Noviembre      | Moquegua | Est. Alas Peruanas | 2-1   | 4 de Diciembre     |
| 3º | 12-10-2013 | Jorge Basadre        | Tacna    | 4 de Diciembre     | 3-3   | Internacional      |
| 3º | 16-10-2013 | Mariano Melgar       | Arequipa | Internacional      | 1-2   | Est. Alas Peruanas |

#### Grupo B
| Equipo            | PJ | PG | PE | PP | GF | GC | DG | Pts |
| ----------------- | -- | -- | -- | -- | -- | -- | -- | --- |
| San Simón         | 4  | 2  | 1  | 1  | 11 | 8  | +3 | 7   |
| Saetas de Oro     | 4  | 2  | 0  | 2  | 10 | 12 | -2 | 6   |
| Coronel Bolognesi | 4  | 1  | 1  | 2  | 9  | 10 | -1 | 4   |

#### Resultados
| \| Jor. \| Fecha \| Estadio \| Ciudad \| Local \| Score \| Visitante \| \| ---- \| ---------- \| -------------------- \| -------- \| ----------------- \| ----- \| ----------------- \| \| 1º \| 29-09-2013 \| Jorge Basadre \| Tacna \| Coronel Bolognesi \| 4–2 \| Saetas de Oro \| \| 1º \| 02-10-2013 \| 25 de Noviembre \| Moquegua \| San Simón \| 3-1 \| Coronel Bolognesi \| \| 2º \| 05-10-2013 \| Municipal de La Joya \| La Joya \| Saetas de Oro \| 2-1 \| San Simón \| \| 2º \| 08-10-2013 \| Municipal de La Joya \| La Joya \| Saetas de Oro \| 3-2 \| Coronel Bolognesi \| \| 3º \| 13-10-2013 \| Jorge Basadre \| Tacna \| Coronel Bolognesi \| 2-2 \| San Simón \| \| 3º \| 16-10-2013 \| 25 de Noviembre \| Moquegua \| San Simón \| 5-3 \| Saetas de Oro \| |            |                      |          |                   |       |                   |
| Jor. | Fecha      | Estadio              | Ciudad   | Local             | Score | Visitante         |
| 1º | 29-09-2013 | Jorge Basadre        | Tacna    | Coronel Bolognesi | 4–2   | Saetas de Oro     |
| 1º | 02-10-2013 | 25 de Noviembre      | Moquegua | San Simón         | 3-1   | Coronel Bolognesi |
| 2º | 05-10-2013 | Municipal de La Joya | La Joya  | Saetas de Oro     | 2-1   | San Simón         |
| 2º | 08-10-2013 | Municipal de La Joya | La Joya  | Saetas de Oro     | 3-2   | Coronel Bolognesi |
| 3º | 13-10-2013 | Jorge Basadre        | Tacna    | Coronel Bolognesi | 2-2   | San Simón         |
| 3º | 16-10-2013 | 25 de Noviembre      | Moquegua | San Simón         | 5-3   | Saetas de Oro     |

#### Semifinales
| Equipo local ida | Resultado global | Equipo local vuelta       | Ida   | Vuelta |
| ---------------- | ---------------- | ------------------------- | ----- | ------ |
| Saetas de Oro    | 7 - 3            | Estudiantes Alas Peruanas | 5 - 0 | 2 - 3  |
| Internacional    | 1 - 3            | San Simón                 | 0 - 1 | 1 - 2  |

| \| Jor. \| Fecha \| Estadio \| Ciudad \| Local \| Score \| Visitante \| \| ---- \| ---------- \| -------------------- \| -------- \| ------------------ \| ----- \| ------------------ \| \| A-1 \| 20-10-2013 \| Municipal de La Joya \| La Joya \| Saetas de Oro \| 5–0 \| Est. Alas Peruanas \| \| A-1 \| 26-10-2013 \| 25 de Noviembre \| Moquegua \| Est. Alas Peruanas \| 3-2 \| Saetas de Oro \| |            |                      |          |                    |       |                    |
| Jor. | Fecha      | Estadio              | Ciudad   | Local              | Score | Visitante          |
| A-1 | 20-10-2013 | Municipal de La Joya | La Joya  | Saetas de Oro      | 5–0   | Est. Alas Peruanas |
| A-1 | 26-10-2013 | 25 de Noviembre      | Moquegua | Est. Alas Peruanas | 3-2   | Saetas de Oro      |

| \| Jor. \| Fecha \| Estadio \| Ciudad \| Local \| Score \| Visitante \| \| ---- \| ---------- \| --------------- \| -------- \| ------------- \| ----- \| ------------- \| \| A-2 \| 19-10-2013 \| Mariano Melgar \| Arequipa \| Internacional \| 0–1 \| San Simón \| \| A-2 \| 27-10-2013 \| 25 de Noviembre \| Moquegua \| San Simón \| 2-1 \| Internacional \| |            |                 |          |               |       |               |
| Jor. | Fecha      | Estadio         | Ciudad   | Local         | Score | Visitante     |
| A-2 | 19-10-2013 | Mariano Melgar  | Arequipa | Internacional | 0–1   | San Simón     |
| A-2 | 27-10-2013 | 25 de Noviembre | Moquegua | San Simón     | 2-1   | Internacional |

#### Final Regional
- No se disputó

### Región VIII
| Departamento  | Club                  | Ciudad           | Condición                |
| ------------- | --------------------- | ---------------- | ------------------------ |
| Apurímac      | Cultural Santa Rosa   | Andahuaylas      | Campeón Departamental    |
| Apurímac      | José María Arguedas   | Andahuaylas      | Subcampeón Departamental |
| Cusco         | Deportivo Yawarmayu   | Santo Tomás      | Campeón Departamental    |
| Cusco         | Real Municipal        | Coporaque        | Subcampeón Departamental |
| Madre de Dios | 30 de agosto          | Puerto Maldonado | Campeón Departamental    |
| Madre de Dios | Minsa FBC             | Puerto Maldonado | Repuesto por CJ-FPF      |
| Puno          | Binacional            | Desaguadero      | Campeón Departamental    |
| Puno          | Unión Fuerza Minera   | Putina           | Subcampeón Departamental |
| Puno          | Franciscano San Román | Juliaca          | Repuesto por CJ-FPF      |

#### Grupo A
| Equipo                | PJ | PG | PE | PP | GF | GC | DG  | Pts |
| --------------------- | -- | -- | -- | -- | -- | -- | --- | --- |
| Unión Fuerza Minera   | 8  | 4  | 4  | 0  | 26 | 7  | +19 | 16  |
| Franciscano San Román | 8  | 4  | 1  | 3  | 11 | 13 | -2  | 13  |
| Deportivo Yawarmayu   | 8  | 3  | 1  | 4  | 11 | 9  | +2  | 10  |
| 30 de agosto          | 8  | 3  | 1  | 4  | 8  | 25 | -17 | 10  |
| Cultural Santa Rosa   | 8  | 2  | 1  | 5  | 6  | 8  | -2  | 7   |

#### Resultados
| \| Jor. \| Fecha \| Estadio \| Ciudad \| Local \| Score \| Visitante \| \| ---- \| ----------- \| -------------------- \| ---------------- \| --------------------- \| ----- \| --------------------- \| \| 1º \| 22-09-2013 \| Guillermo Briceño \| Juliaca \| Franciscano San Román \| 3–1 \| 30 de agosto \| \| 1º \| 22-09-2013 \| Los Chankas \| Andahuaylas \| Cultural Santa Rosa \| 1-1 \| Union Fuerza Minera \| \| 2º \| 25-09-2013 \| Luis Gutierrez Toro \| Putina \| Unión Fuerza Minera \| 12-0 \| 30 de agosto \| \| 2º \| 25-09-2013] \| Túpac Amaru \| Sicuani \| Deportivo Yawarmayu \| 1-0 \| Cultural Santa Rosa \| \| 3º \| 29-09-2013 \| Túpac Amaru \| Sicuani \| Deportivo Yawarmayu \| 2-2 \| Unión Fuerza Minera \| \| 3º \| 29-09-2013 \| Guillermo Briceño \| Juliaca \| Franciscano San Román \| 1–0 \| Cultural Santa Rosa \| \| 4º \| 02-10-2013 \| Luis Gutierrez Toro \| Putina \| Union Fuerza Minera \| 4-0 \| Franciscano San Román \| \| 4º \| 02-10-2013 \| IPD Puerto Maldonado \| Puerto Maldonado \| 30 de Agosto \| 3-1 \| Deportivo Yawarmayu \| \| 5º \| 06-10-2013 \| Guillermo Briceño \| Juliaca \| Franciscano San Román \| 2-1 \| Deportivo Yawarmayu \| \| 5º \| 06-10-2013 \| IPD Puerto Maldonado \| Puerto Maldonado \| 30 de Agosto \| 1-0 \| Cultural Santa Rosa \| \| 6º \| 09-10-2013 \| IPD Puerto Maldonado \| Puerto Maldonado \| 30 de Agosto \| 2-0 \| Franciscano San Román \| \| 6º \| 09-10-2013 \| Luis Gutierrez Toro \| Putina \| Unión Fuerza Minera \| 2-0 \| Cultural Santa Rosa \| \| 7º \| 13-10-2013 \| Los Chankas \| Andahuaylas \| Cultural Santa Rosa \| 1-0 \| Deportivo Yawarmayu \| \| 7º \| 13-10-2013] \| IPD Puerto Maldonado \| Puerto Maldonado \| 30 de agosto \| 1-1 \| Unión Fuerza Minera \| \| 8º \| 16-10-2013 \| Luis Gutierrez Toro \| Putina \| Unión Fuerza Minera \| 1-0 \| Deportivo Yawarmayu \| \| 8º \| 16-10-2013 \| Los Chankas \| Andahuaylas \| Cultural Santa Rosa \| 1-2 \| Franciscano San Román \| \| 9º \| 20-10-2013 \| Guillermo Briceño \| Juliaca \| Franciscano San Román \| 3–3 \| Union Fuerza Minera \| \| 9º \| 20-10-2013 \| Condepampa \| Santo Tomás \| Deportivo Yawarmayu \| 5-0 \| 30 de agosto \| \| 10º \| 23-10-2013 \| Condepampa \| Santo Tomás \| Deportivo Yawarmayu \| 1–0 \| Franciscano San Román \| \| 10º \| 23-10-2013 \| Los Chankas \| Andahuaylas \| Cultural Santa Rosa \| 3-0 \| 30 de agosto \| |             |                      |                  |                       |       |                       |
| Jor. | Fecha       | Estadio              | Ciudad           | Local                 | Score | Visitante             |
| 1º | 22-09-2013  | Guillermo Briceño    | Juliaca          | Franciscano San Román | 3–1   | 30 de agosto          |
| 1º | 22-09-2013  | Los Chankas          | Andahuaylas      | Cultural Santa Rosa   | 1-1   | Union Fuerza Minera   |
| 2º | 25-09-2013  | Luis Gutierrez Toro  | Putina           | Unión Fuerza Minera   | 12-0  | 30 de agosto          |
| 2º | 25-09-2013] | Túpac Amaru          | Sicuani          | Deportivo Yawarmayu   | 1-0   | Cultural Santa Rosa   |
| 3º | 29-09-2013  | Túpac Amaru          | Sicuani          | Deportivo Yawarmayu   | 2-2   | Unión Fuerza Minera   |
| 3º | 29-09-2013  | Guillermo Briceño    | Juliaca          | Franciscano San Román | 1–0   | Cultural Santa Rosa   |
| 4º | 02-10-2013  | Luis Gutierrez Toro  | Putina           | Union Fuerza Minera   | 4-0   | Franciscano San Román |
| 4º | 02-10-2013  | IPD Puerto Maldonado | Puerto Maldonado | 30 de Agosto          | 3-1   | Deportivo Yawarmayu   |
| 5º | 06-10-2013  | Guillermo Briceño    | Juliaca          | Franciscano San Román | 2-1   | Deportivo Yawarmayu   |
| 5º | 06-10-2013  | IPD Puerto Maldonado | Puerto Maldonado | 30 de Agosto          | 1-0   | Cultural Santa Rosa   |
| 6º | 09-10-2013  | IPD Puerto Maldonado | Puerto Maldonado | 30 de Agosto          | 2-0   | Franciscano San Román |
| 6º | 09-10-2013  | Luis Gutierrez Toro  | Putina           | Unión Fuerza Minera   | 2-0   | Cultural Santa Rosa   |
| 7º | 13-10-2013  | Los Chankas          | Andahuaylas      | Cultural Santa Rosa   | 1-0   | Deportivo Yawarmayu   |
| 7º | 13-10-2013] | IPD Puerto Maldonado | Puerto Maldonado | 30 de agosto          | 1-1   | Unión Fuerza Minera   |
| 8º | 16-10-2013  | Luis Gutierrez Toro  | Putina           | Unión Fuerza Minera   | 1-0   | Deportivo Yawarmayu   |
| 8º | 16-10-2013  | Los Chankas          | Andahuaylas      | Cultural Santa Rosa   | 1-2   | Franciscano San Román |
| 9º | 20-10-2013  | Guillermo Briceño    | Juliaca          | Franciscano San Román | 3–3   | Union Fuerza Minera   |
| 9º | 20-10-2013  | Condepampa           | Santo Tomás      | Deportivo Yawarmayu   | 5-0   | 30 de agosto          |
| 10º | 23-10-2013  | Condepampa           | Santo Tomás      | Deportivo Yawarmayu   | 1–0   | Franciscano San Román |
| 10º | 23-10-2013  | Los Chankas          | Andahuaylas      | Cultural Santa Rosa   | 3-0   | 30 de agosto          |

#### Grupo B
| Equipo              | PJ | PG | PE | PP | GF | GC | DG | Pts |
| ------------------- | -- | -- | -- | -- | -- | -- | -- | --- |
| Binacional          | 6  | 3  | 2  | 1  | 14 | 5  | +9 | 11  |
| Minsa FBC           | 6  | 2  | 2  | 2  | 10 | 10 | 0  | 8   |
| José María Arguedas | 6  | 1  | 3  | 2  | 7  | 10 | -3 | 6   |
| Real Municipal      | 6  | 1  | 3  | 2  | 8  | 14 | -6 | 6   |

#### Resultados
| Fecha      | Hora  | Equipo Local        | Resultado | Equipo Visita       |  |
| ---------- | ----- | ------------------- | --------- | ------------------- |  |
| 21-09-2013 | 15:00 | José María Arguedas | 1 - 1     | Real Municipal      |  |
| 22-09-2013 | 15:00 | Binacional          | 4 - 1     | Minsa FBC           |  |
| 29-09-2013 | 15:00 | Binacional          | 0 - 0     | José María Arguedas |  |
| 29-09-2013 | 15:00 | Minsa FBC           | 4 - 0     | Real Municipal      |  |
| 05-10-2013 | 15:00 | Real Municipal      | 2 - 2     | Binacional          |  |
| 06-10-2013 | 15:00 | José María Arguedas | 3 - 1     | Minsa FBC           |  |
| 09-10-2013 | 15:00 | Real Municipal      | 3 - 1     | José María Arguedas |  |
| 10-10-2013 | 15:00 | Minsa FBC           | 1 - 0     | Binacional          |  |
| 13-10-2013 | 15:00 | José María Arguedas | 0 - 3     | Binacional          |  |
| 13-10-2013 | 15:00 | Real Municipal      | 1 - 1     | Minsa FBC           |  |
| 20-10-2013 | 15:00 | Minsa FBC           | 2 - 2     | José María Arguedas |  |
| 20-10-2013 | 15:00 | Binacional          | 5 - 1     | Real Municipal      |  |

#### Final Regional
- No se disputó

## Etapa Nacional
Se inició el 2 de noviembre con dos equipos clasificados por cada región.

### Equipos por departamento
| Departamento | Equipos                        |
| ------------ | ------------------------------ |
| Lima         | AIPSA FBC Unión Huaral         |
| Cajamarca    | Comerciantes Unidos            |
| Arequipa     | Saetas de Oro                  |
| Ayacucho     | Municipal de Santillana        |
| Loreto       | CNI FC                         |
| Ucayali      | Sport Loreto                   |
| Ica          | San Ignacio                    |
| Junín        | Alipio Ponce                   |
| Lambayeque   | Willy Serrato                  |
| La Libertad  | Carlos A. Mannucci             |
| Puno         | Binacional Unión Fuerza Minera |
| Tumbes       | UD. Chulucanas                 |
| Pasco        | Ecosem                         |
| Moquegua     | San Simón                      |

| CNI FC Ecosem San Simón Aipsa Willy Serrato San Ignacio Sport Loreto Binacional Saetas UD Chulucanas Comerciantes Unidos Municipal de Santillana Mannucci Alipio Ponce Unión Huaral Fuerza Minera |

### Cuadro
|  | Octavos de final        | Octavos de final        | Octavos de final        |                    |   | Cuartos de final         | Cuartos de final         | Cuartos de final         |  |  | Semifinales                           | Semifinales                           | Semifinales                           |  |  | Final               | Final               | Final               |
|  | del 2 al 6 de noviembre | del 2 al 6 de noviembre | del 2 al 6 de noviembre |                    |   | del 9 al 17 de noviembre | del 9 al 17 de noviembre | del 9 al 17 de noviembre |  |  | del 24 de noviembre al 1 de diciembre | del 24 de noviembre al 1 de diciembre | del 24 de noviembre al 1 de diciembre |  |  | 8 y 15 de diciembre | 8 y 15 de diciembre | 8 y 15 de diciembre |
|  |                         |                         |                         |                    |   |                          |                          |                          |  |  |                                       |                                       |                                       |  |  |                     |                     |                     |
|  |                         |                         |                         |                    |   |                          |                          |                          |  |  |                                       |                                       |                                       |  |  |                     |                     |                     |
|  |                         |                         |                         |                    |   |                          |                          |                          |  |  |                                       |                                       |                                       |  |  |                     |                     |                     |
|  | UD Chulucanas           | 0                       | 1                       |                    |   |                          |                          |                          |  |  |                                       |                                       |                                       |  |  |                     |                     |                     |
|  | UD Chulucanas           | 0                       | 1                       |                    |   |                          |                          |                          |  |  |                                       |                                       |                                       |  |  |                     |                     |                     |
|  | Carlos A. Mannucci      | 1                       | 1                       |                    |   |                          |                          |                          |  |  |                                       |                                       |                                       |  |  |                     |                     |                     |
|  | Carlos A. Mannucci      | 1                       | 1                       | Carlos A. Mannucci | 3 | 1                        |                          |                          |  |  |                                       |                                       |                                       |  |  |                     |                     |                     |
|  |                         |                         |                         |                    | 3 | 1                        |                          |                          |  |  |                                       |                                       |                                       |  |  |                     |                     |                     |
|  |                         | Willy Serrato           | 2                       | 4                  |   |                          |                          |                          |  |  |                                       |                                       |                                       |  |  |                     |                     |                     |
|  | Willy Serrato           | Willy Serrato           | 2                       | 4                  | 2 | 1 (3)                    |                          |                          |  |  |                                       |                                       |                                       |  |  |                     |                     |                     |
|  | Willy Serrato           |                         |                         |                    | 2 | 1 (3)                    |                          |                          |  |  |                                       |                                       |                                       |  |  |                     |                     |                     |
|  | Comerciantes Unidos     | 1                       | 2 (1)                   |                    |   |                          |                          |                          |  |  |                                       |                                       |                                       |  |  |                     |                     |                     |
|  | Comerciantes Unidos     | 1                       | 2 (1)                   | Unión Huaral       | 0 | 1 (4)                    |                          |                          |  |  |                                       |                                       |                                       |  |  |                     |                     |                     |
|  |                         |                         |                         |                    | 0 | 1 (4)                    |                          |                          |  |  |                                       |                                       |                                       |  |  |                     |                     |                     |
|  |                         | Willy Serrato           | 1                       | 0 (1)              |   |                          |                          |                          |  |  |                                       |                                       |                                       |  |  |                     |                     |                     |
|  | Unión Huaral            | Willy Serrato           | 1                       | 0 (1)              | 2 | 1                        |                          |                          |  |  |                                       |                                       |                                       |  |  |                     |                     |                     |
|  | Unión Huaral            |                         |                         |                    | 2 | 1                        |                          |                          |  |  |                                       |                                       |                                       |  |  |                     |                     |                     |
|  | CNI FC                  | 0                       | 2                       |                    |   |                          |                          |                          |  |  |                                       |                                       |                                       |  |  |                     |                     |                     |
|  | CNI FC                  | 0                       | 2                       | Unión Huaral       | 1 | 1                        |                          |                          |  |  |                                       |                                       |                                       |  |  |                     |                     |                     |
|  |                         |                         |                         |                    | 1 | 1                        |                          |                          |  |  |                                       |                                       |                                       |  |  |                     |                     |                     |
|  |                         | Sport Loreto            | 0                       | 0                  |   |                          |                          |                          |  |  |                                       |                                       |                                       |  |  |                     |                     |                     |
|  | Aipsa FBC               | Sport Loreto            | 0                       | 0                  | 2 | 1                        |                          |                          |  |  |                                       |                                       |                                       |  |  |                     |                     |                     |
|  | Aipsa FBC               |                         |                         |                    | 2 | 1                        |                          |                          |  |  |                                       |                                       |                                       |  |  |                     |                     |                     |
|  | Sport Loreto            | 0                       | 8                       |                    |   |                          |                          |                          |  |  |                                       |                                       |                                       |  |  |                     |                     |                     |
|  | Sport Loreto            | 0                       | 8                       | Unión Huaral       | 0 | 3                        |                          |                          |  |  |                                       |                                       |                                       |  |  |                     |                     |                     |
|  |                         |                         |                         |                    | 0 | 3                        |                          |                          |  |  |                                       |                                       |                                       |  |  |                     |                     |                     |
|  |                         | San Simón               | 2                       | 2                  |   |                          |                          |                          |  |  |                                       |                                       |                                       |  |  |                     |                     |                     |
|  | Alipio Ponce            | San Simón               | 2                       | 2                  | 1 | 2                        |                          |                          |  |  |                                       |                                       |                                       |  |  |                     |                     |                     |
|  | Alipio Ponce            |                         |                         |                    | 1 | 2                        |                          |                          |  |  |                                       |                                       |                                       |  |  |                     |                     |                     |
|  | Municipal de Santillana | 0                       | 3                       |                    |   |                          |                          |                          |  |  |                                       |                                       |                                       |  |  |                     |                     |                     |
|  | Municipal de Santillana | 0                       | 3                       | Alipio Ponce       | 2 | 2 (3)                    |                          |                          |  |  |                                       |                                       |                                       |  |  |                     |                     |                     |
|  |                         |                         |                         |                    | 2 | 2 (3)                    |                          |                          |  |  |                                       |                                       |                                       |  |  |                     |                     |                     |
|  |                         | Ecosem                  | 2                       | 2 (1)              |   |                          |                          |                          |  |  |                                       |                                       |                                       |  |  |                     |                     |                     |
|  | Ecosem                  | Ecosem                  | 2                       | 2 (1)              | 3 | 0                        |                          |                          |  |  |                                       |                                       |                                       |  |  |                     |                     |                     |
|  | Ecosem                  |                         |                         |                    | 3 | 0                        |                          |                          |  |  |                                       |                                       |                                       |  |  |                     |                     |                     |
|  | San Ignacio             | 1                       | 1                       |                    |   |                          |                          |                          |  |  |                                       |                                       |                                       |  |  |                     |                     |                     |
|  | San Ignacio             | 1                       | 1                       | Alipio Ponce       | 1 | 1                        |                          |                          |  |  |                                       |                                       |                                       |  |  |                     |                     |                     |
|  |                         |                         |                         |                    | 1 | 1                        |                          |                          |  |  |                                       |                                       |                                       |  |  |                     |                     |                     |
|  |                         | San Simón               | 4                       | 1                  |   |                          |                          |                          |  |  |                                       |                                       |                                       |  |  |                     |                     |                     |
|  | Binacional              | San Simón               | 4                       | 1                  | 1 | 0                        |                          |                          |  |  |                                       |                                       |                                       |  |  |                     |                     |                     |
|  | Binacional              |                         |                         |                    | 1 | 0                        |                          |                          |  |  |                                       |                                       |                                       |  |  |                     |                     |                     |
|  | San Simón               | 0                       | 2                       |                    |   |                          |                          |                          |  |  |                                       |                                       |                                       |  |  |                     |                     |                     |
|  | San Simón               | 0                       | 2                       | San Simón          | 2 | 1 (4)                    |                          |                          |  |  |                                       |                                       |                                       |  |  |                     |                     |                     |
|  |                         |                         |                         |                    | 2 | 1 (4)                    |                          |                          |  |  |                                       |                                       |                                       |  |  |                     |                     |                     |
|  |                         | Saetas de Oro           | 1                       | 2 (3)              |   |                          |                          |                          |  |  |                                       |                                       |                                       |  |  |                     |                     |                     |
|  | Saetas de Oro           | Saetas de Oro           | 1                       | 2 (3)              | 1 | 0 (4)                    |                          |                          |  |  |                                       |                                       |                                       |  |  |                     |                     |                     |
|  | Saetas de Oro           |                         |                         |                    | 1 | 0 (4)                    |                          |                          |  |  |                                       |                                       |                                       |  |  |                     |                     |                     |
|  | Unión Fuerza Minera     | 0                       | 1 (3)                   |                    |   |                          |                          |                          |  |  |                                       |                                       |                                       |  |  |                     |                     |                     |

- Nota: En cada llave, el equipo ubicado en la primera línea es el que ejerce la localía en el partido de ida.

| \| Jor. \| Fecha \| Estadio \| Ciudad \| Local \| Score \| Visitante \| \| ---- \| ----- \| ------------------------- \| -------------- \| -------------------- \| --------- \| -------------------- \| \| A \| 03-11 \| 24 de julio \| Zarumilla \| UD Chulucanas \| 0–1 \| Carlos A. Mannucci \| \| A \| 06-11 \| Mario Orezzoli \| Ascope \| Carlos A. Mannucci \| 1-1 \| UD Chulucanas \| \| B \| 02-11 \| Elías Aguirre \| Chiclayo \| Willy Serrato \| 2–1 \| Comerciantes Unidos \| \| B \| 06-11 \| Juan Maldonado Gamarra \| Cutervo \| Comerciantes Unidos \| 2(1)-1(3) \| Willy Serrato \| \| C \| 03-11 \| Alejandro Gonzales \| Paramonga \| AIPSA FC \| 2–0 \| Sport Loreto \| \| C \| 06-11 \| Aliardo Soria \| Pucallpa \| Sport Loreto \| 8-1 \| AIPSA FC \| \| D \| 03-11 \| Rómulo Shaw Cisneros \| Chancay \| Unión Huaral \| 2–0 \| CNI FC \| \| D \| 06-11 \| Max Augustín \| Iquitos \| CNI FC \| 2-1 \| Unión Huaral \| \| E \| 03-11 \| Municipal La Merced \| Chanchamayo \| Alipio Ponce \| 1–0 \| Municipal Santillana \| \| E \| 06-11 \| Eloy Molina \| Huanta \| Municipal Santillana \| 3-2 \| Alipio Ponce \| \| F \| 03-11 \| Daniel Alcides \| Cerro de Pasco \| ECOSEM \| 3–1 \| San Ignacio \| \| F \| 06-11 \| Municipal de San Clemente \| San Clemente \| San Ignacio \| 1-0 \| ECOSEM \| \| G \| 03-11 \| Enrique Torres Belón \| Puno \| Binacional FC \| 1–0 \| San Simón \| \| G \| 06-11 \| 25 de Noviembre \| Moquegua \| San Simón \| 2-0 \| Binacional FC \| \| H \| 03-11 \| Municipal \| La Joya \| Saetas de Oro \| 1–0 \| Union Fuerza Minera \| \| H \| 06-11 \| Luis Gutiérrez Toro \| Putina \| Union Fuerza Minera \| 1(3)-0(4) \| Saetas de Oro \| |       |                           |                |                      |           |                      |
| Jor. | Fecha | Estadio                   | Ciudad         | Local                | Score     | Visitante            |
| A | 03-11 | 24 de julio               | Zarumilla      | UD Chulucanas        | 0–1       | Carlos A. Mannucci   |
| A | 06-11 | Mario Orezzoli            | Ascope         | Carlos A. Mannucci   | 1-1       | UD Chulucanas        |
| B | 02-11 | Elías Aguirre             | Chiclayo       | Willy Serrato        | 2–1       | Comerciantes Unidos  |
| B | 06-11 | Juan Maldonado Gamarra    | Cutervo        | Comerciantes Unidos  | 2(1)-1(3) | Willy Serrato        |
| C | 03-11 | Alejandro Gonzales        | Paramonga      | AIPSA FC             | 2–0       | Sport Loreto         |
| C | 06-11 | Aliardo Soria             | Pucallpa       | Sport Loreto         | 8-1       | AIPSA FC             |
| D | 03-11 | Rómulo Shaw Cisneros      | Chancay        | Unión Huaral         | 2–0       | CNI FC               |
| D | 06-11 | Max Augustín              | Iquitos        | CNI FC               | 2-1       | Unión Huaral         |
| E | 03-11 | Municipal La Merced       | Chanchamayo    | Alipio Ponce         | 1–0       | Municipal Santillana |
| E | 06-11 | Eloy Molina               | Huanta         | Municipal Santillana | 3-2       | Alipio Ponce         |
| F | 03-11 | Daniel Alcides            | Cerro de Pasco | ECOSEM               | 3–1       | San Ignacio          |
| F | 06-11 | Municipal de San Clemente | San Clemente   | San Ignacio          | 1-0       | ECOSEM               |
| G | 03-11 | Enrique Torres Belón      | Puno           | Binacional FC        | 1–0       | San Simón            |
| G | 06-11 | 25 de Noviembre           | Moquegua       | San Simón            | 2-0       | Binacional FC        |
| H | 03-11 | Municipal                 | La Joya        | Saetas de Oro        | 1–0       | Union Fuerza Minera  |
| H | 06-11 | Luis Gutiérrez Toro       | Putina         | Union Fuerza Minera  | 1(3)-0(4) | Saetas de Oro        |

| \| Jor. \| Fecha \| Estadio \| Ciudad \| Local \| Score \| Visitante \| \| ---- \| ----- \| ------------------------- \| -------------- \| ------------------ \| --------- \| ------------------ \| \| 1 \| 10-11 \| Mario Orezzoli \| Ascope \| Carlos A. Mannucci \| 3-2 \| Willy Serrato \| \| 1 \| 16-11 \| Francisco Mendoza Pizarro \| Olmos \| Willy Serrato \| 4-1 \| Carlos A. Mannucci \| \| 2 \| 10-11 \| Rómulo Shaw Cisneros \| Chancay \| Unión Huaral \| 1-0 \| Sport Loreto \| \| 2 \| 17-11 \| Aliardo Soria \| Pucallpa \| Sport Loreto \| 0-1 \| Unión Huaral \| \| 3 \| 10-11 \| Municipal La Merced \| Chanchamayo \| Alipio Ponce \| 2-2 \| ECOSEM \| \| 3 \| 17-11 \| Daniel Alcides \| Cerro de Pasco \| ECOSEM \| 2(1)-2(3) \| Alipio Ponce \| \| 4 \| 10-11 \| 25 de Noviembre \| Moquegua \| San Simón \| 2-1 \| Saetas de Oro \| \| 4 \| 16-11 \| Mariano Melgar \| Arequipa \| Saetas de Oro \| 2(3)-1(4) \| San Simón \| |       |                           |                |                    |           |                    |
| Jor. | Fecha | Estadio                   | Ciudad         | Local              | Score     | Visitante          |
| 1 | 10-11 | Mario Orezzoli            | Ascope         | Carlos A. Mannucci | 3-2       | Willy Serrato      |
| 1 | 16-11 | Francisco Mendoza Pizarro | Olmos          | Willy Serrato      | 4-1       | Carlos A. Mannucci |
| 2 | 10-11 | Rómulo Shaw Cisneros      | Chancay        | Unión Huaral       | 1-0       | Sport Loreto       |
| 2 | 17-11 | Aliardo Soria             | Pucallpa       | Sport Loreto       | 0-1       | Unión Huaral       |
| 3 | 10-11 | Municipal La Merced       | Chanchamayo    | Alipio Ponce       | 2-2       | ECOSEM             |
| 3 | 17-11 | Daniel Alcides            | Cerro de Pasco | ECOSEM             | 2(1)-2(3) | Alipio Ponce       |
| 4 | 10-11 | 25 de Noviembre           | Moquegua       | San Simón          | 2-1       | Saetas de Oro      |
| 4 | 16-11 | Mariano Melgar            | Arequipa       | Saetas de Oro      | 2(3)-1(4) | San Simón          |

| \| Jor. \| Fecha \| Estadio \| Ciudad \| Local \| Score \| Visitante \| \| ---- \| ----- \| ------------------------- \| -------- \| ------------- \| --------- \| ------------- \| \| 1 \| 24-11 \| Rómulo Shaw Cisneros \| Chancay \| Unión Huaral \| 0-1 \| Willy Serrato \| \| 1 \| 30-11 \| Francisco Mendoza Pizarro \| Olmos \| Willy Serrato \| 0(1)-1(4) \| Unión Huaral \| \| 2 \| 24-11 \| Unión Tarma \| Tarma \| Alipio Ponce \| 1-4 \| San Simón \| \| 2 \| 01-12 \| 25 de Noviembre \| Moquegua \| San Simón \| 1-1 \| Alipio Ponce \| |       |                           |          |               |           |               |
| Jor. | Fecha | Estadio                   | Ciudad   | Local         | Score     | Visitante     |
| 1 | 24-11 | Rómulo Shaw Cisneros      | Chancay  | Unión Huaral  | 0-1       | Willy Serrato |
| 1 | 30-11 | Francisco Mendoza Pizarro | Olmos    | Willy Serrato | 0(1)-1(4) | Unión Huaral  |
| 2 | 24-11 | Unión Tarma               | Tarma    | Alipio Ponce  | 1-4       | San Simón     |
| 2 | 01-12 | 25 de Noviembre           | Moquegua | San Simón     | 1-1       | Alipio Ponce  |

| \| Jor. \| Fecha \| Estadio \| Ciudad \| Local \| Score \| Visitante \| \| ---- \| ----- \| -------------------- \| -------- \| ------------ \| ----- \| ------------ \| \| 1 \| 08-12 \| Rómulo Shaw Cisneros \| Chancay \| Unión Huaral \| 0-2 \| San Simón \| \| 1 \| 15-12 \| 25 de Noviembre \| Moquegua \| San Simón \| 2-3 \| Unión Huaral \| |       |                      |          |              |       |              |
| Jor. | Fecha | Estadio              | Ciudad   | Local        | Score | Visitante    |
| 1 | 08-12 | Rómulo Shaw Cisneros | Chancay  | Unión Huaral | 0-2   | San Simón    |
| 1 | 15-12 | 25 de Noviembre      | Moquegua | San Simón    | 2-3   | Unión Huaral |

## Goleadores (Etapa Nacional)
Simbología:

: Goles anotados.

| Jugador               | Equipo        | Goles anotados |
| --------------------- | ------------- | -------------- |
| Jorge Rodríguez Pisco | San Simón     | 8              |
| Fernando García       | Willy Serrato | 4              |
| Ángel Ramos           | Alipio Ponce  | 3              |
| Carlos Molina         | Ecosem        | 3              |
| Luis Gonzáles         | Alipio Ponce  | 3              |
| Junior Zambrano       | Sport Loreto  | 3              |

## Final

### Ida
| 12         | POR        | Karlo Sánchez     |     |
| 19         | DEF        | Walter Cruz       |     |
| 3          | DEF        | Erick Gómez       | 63' |
| 17         | DEF        | Jonathan Asalde   |     |
| 8          | DEF        | Josef Chávez      |     |
| 6          | MED        | Marco Salinas     |     |
| 7          | MED        | Johan Macahuachi  |     |
| 4          | MED        | Harold Beltrán    | 67' |
| 10         | MED        | Benito Yllaconza  |     |
| 24         | DEL        | Jonathan Obregón  |     |
| 23         | DEL        | Luis Chizán       | 44' |
| Entrenador | Entrenador | Guillermo Esteves |     |

| 21         | POR        | Miguel Díaz           |     |
| 14         | DEF        | Jefferson Chang       |     |
| 6          | DEF        | Erick Chávez          |     |
| 13         | DEF        | Gian Carlo Franco     |     |
| 2          | DEF        | Víctor Vargas         |     |
| 20         | MED        | Cristian Ramos        |     |
| 18         | MED        | Erick Flores          |     |
| 10         | MED        | Luis Arnaldo Molina   | 89' |
| 17         | MED        | Gianfranco Meza       | 75' |
| 7          | DEL        | Jorge Rodríguez Pisco |     |
| 9          | DEL        | Miguel Silva          | 69' |
| Entrenador | Entrenador | Luis Flores           |     |

| 9  | DEL | Joao Farías | 44' |
| 11 | MED | Luis Roncal | 63' |
| 20 | DEF | Alonso Díaz | 67' |

| 3  | DEF | Diego Baldi      | 69' |
| 4  | DEF | Reinaldo Solari  | 75' |
| 23 | MED | Julio Cesar Ruíz | 89' |

| Anotado | 32' | Miguel Silva          | 0-1 |
| Anotado | 61' | Jorge Rodríguez Pisco | 0-2 |

| Amonestado | 59' | Gian Carlo Franco |
| Amonestado | 75' | Jefferson Chang   |

| Otorgado · Otorgado otra vez · Expulsado | 12' 37' | Jonathan Obregón |

| Expulsado | 6' | Erick Chávez |

| Árbitro             | Víctor Hugo Carrillo |
| Árbitros asistentes | Cesar Escano         |
| Árbitros asistentes | Jonny Bossio         |
| Cuarto árbitro      | Miguel Santiváñez    |

| 12         | POR        | Karlo Sánchez     |     |
| 19         | DEF        | Walter Cruz       |     |
| 3          | DEF        | Erick Gómez       | 63' |
| 17         | DEF        | Jonathan Asalde   |     |
| 8          | DEF        | Josef Chávez      |     |
| 6          | MED        | Marco Salinas     |     |
| 7          | MED        | Johan Macahuachi  |     |
| 4          | MED        | Harold Beltrán    | 67' |
| 10         | MED        | Benito Yllaconza  |     |
| 24         | DEL        | Jonathan Obregón  |     |
| 23         | DEL        | Luis Chizán       | 44' |
| Entrenador | Entrenador | Guillermo Esteves |     |

| 21         | POR        | Miguel Díaz           |     |
| 14         | DEF        | Jefferson Chang       |     |
| 6          | DEF        | Erick Chávez          |     |
| 13         | DEF        | Gian Carlo Franco     |     |
| 2          | DEF        | Víctor Vargas         |     |
| 20         | MED        | Cristian Ramos        |     |
| 18         | MED        | Erick Flores          |     |
| 10         | MED        | Luis Arnaldo Molina   | 89' |
| 17         | MED        | Gianfranco Meza       | 75' |
| 7          | DEL        | Jorge Rodríguez Pisco |     |
| 9          | DEL        | Miguel Silva          | 69' |
| Entrenador | Entrenador | Luis Flores           |     |

| 9  | DEL | Joao Farías | 44' |
| 11 | MED | Luis Roncal | 63' |
| 20 | DEF | Alonso Díaz | 67' |

| 3  | DEF | Diego Baldi      | 69' |
| 4  | DEF | Reinaldo Solari  | 75' |
| 23 | MED | Julio Cesar Ruíz | 89' |

| Anotado | 32' | Miguel Silva          | 0-1 |
| Anotado | 61' | Jorge Rodríguez Pisco | 0-2 |

| Amonestado | 59' | Gian Carlo Franco |
| Amonestado | 75' | Jefferson Chang   |

| Otorgado · Otorgado otra vez · Expulsado | 12' 37' | Jonathan Obregón |

| Expulsado | 6' | Erick Chávez |

| Árbitro             | Víctor Hugo Carrillo |
| Árbitros asistentes | Cesar Escano         |
| Árbitros asistentes | Jonny Bossio         |
| Cuarto árbitro      | Miguel Santiváñez    |

### Vuelta
| 21         | POR        | Miguel Díaz           |     |
| 14         | DEF        | Jefferson Chang       |     |
| 3          | DEF        | Diego Baldi           |     |
| 13         | DEF        | Gian Carlo Franco     |     |
| 2          | DEF        | Víctor vargas         |     |
| 20         | MED        | Cristian Ramos        | 58' |
| 18         | MED        | Erick Flores          |     |
| 23         | MED        | Julio César Ruiz      | 74' |
| 17         | MED        | Gianfranco Meza       |     |
| 7          | DEL        | Jorge Rodríguez Pisco |     |
| 19         | DEL        | Miguel Silva          | 79' |
| Entrenador | Entrenador | Luis Flores           |     |

| 12         | POR        | Karlo Sánchez     |     |
| 19         | DEF        | Walter Cruz       |     |
| 3          | DEF        | Erick Gómez       | 37' |
| 17         | DEF        | Jonathan Asalde   |     |
| 15         | DEF        | Johnny Reyes      | 46' |
| 6          | MED        | Marco Salinas     |     |
| 7          | MED        | Johan Macahuachi  |     |
| 8          | MED        | Josef Chávez      |     |
| 10         | MED        | Benito Yllaconza  |     |
| 20         | DEL        | Alonso Díaz       | 68' |
| 9          | DEL        | Joao Farías       |     |
| Entrenador | Entrenador | Guillermo Esteves |     |

| 10 | MED | Luis Arnaldo Molina | 58' |
| 11 | DEL | Roberto Iraha       | 74' |
| 5  | MED | Alan Pinto          | 79' |

| 25 | DEL | Ismael Sánchez | 37' |
| 4  | DEF | Harold Beltrán | 46' |
| 23 | DEL | Luis Chizán    | 68' |

| Anotado | 1'  | Jorge Rodríguez Pisco | 1-0 |
| Anotado | 32' | Jorge Rodríguez Pisco | 2-2 |

| Anotado | 14' | Alonso Díaz  | 1-1 |
| Anotado | 27' | Josef Chávez | 1-2 |
| Anotado | 89' | Luis Chizán  | 2-3 |

| Amonestado | 65' | Erick Flores |

| Amonestado | 7'  | Karlo Sánchez    |
| Amonestado | 35' | Johan Macahuachi |
| Amonestado | 64' | Jonathan Asalde  |

| Árbitro             | Fredy Arellanos |
| Árbitros asistentes | Braulio Cornejo |
| Árbitros asistentes | Jorge Hurtado   |
| Cuarto árbitro      | Roberto Mauro   |

| 21         | POR        | Miguel Díaz           |     |
| 14         | DEF        | Jefferson Chang       |     |
| 3          | DEF        | Diego Baldi           |     |
| 13         | DEF        | Gian Carlo Franco     |     |
| 2          | DEF        | Víctor vargas         |     |
| 20         | MED        | Cristian Ramos        | 58' |
| 18         | MED        | Erick Flores          |     |
| 23         | MED        | Julio César Ruiz      | 74' |
| 17         | MED        | Gianfranco Meza       |     |
| 7          | DEL        | Jorge Rodríguez Pisco |     |
| 19         | DEL        | Miguel Silva          | 79' |
| Entrenador | Entrenador | Luis Flores           |     |

| 12         | POR        | Karlo Sánchez     |     |
| 19         | DEF        | Walter Cruz       |     |
| 3          | DEF        | Erick Gómez       | 37' |
| 17         | DEF        | Jonathan Asalde   |     |
| 15         | DEF        | Johnny Reyes      | 46' |
| 6          | MED        | Marco Salinas     |     |
| 7          | MED        | Johan Macahuachi  |     |
| 8          | MED        | Josef Chávez      |     |
| 10         | MED        | Benito Yllaconza  |     |
| 20         | DEL        | Alonso Díaz       | 68' |
| 9          | DEL        | Joao Farías       |     |
| Entrenador | Entrenador | Guillermo Esteves |     |

| 10 | MED | Luis Arnaldo Molina | 58' |
| 11 | DEL | Roberto Iraha       | 74' |
| 5  | MED | Alan Pinto          | 79' |

| 25 | DEL | Ismael Sánchez | 37' |
| 4  | DEF | Harold Beltrán | 46' |
| 23 | DEL | Luis Chizán    | 68' |

| Anotado | 1'  | Jorge Rodríguez Pisco | 1-0 |
| Anotado | 32' | Jorge Rodríguez Pisco | 2-2 |

| Anotado | 14' | Alonso Díaz  | 1-1 |
| Anotado | 27' | Josef Chávez | 1-2 |
| Anotado | 89' | Luis Chizán  | 2-3 |

| Amonestado | 65' | Erick Flores |

| Amonestado | 7'  | Karlo Sánchez    |
| Amonestado | 35' | Johan Macahuachi |
| Amonestado | 64' | Jonathan Asalde  |

| Árbitro             | Fredy Arellanos |
| Árbitros asistentes | Braulio Cornejo |
| Árbitros asistentes | Jorge Hurtado   |
| Cuarto árbitro      | Roberto Mauro   |

|                     |
| Campeón             |
| San Simón 1º título |